# Crucilândia
Crucilândia là một đô thị thuộc bang Minas Gerais, Brasil. Đô thị này có diện tích 166,451 km², dân số năm 2007 là 4593 người, mật độ 26,4 người/km².